# Third World Child
Albums de Johnny Clegg & Savuka
Shadow Man
(1988)
Singles
Third World Child est le premier album du groupe sud-africain Johnny Clegg & Savuka, produit par Hilton Rosenthal et sorti en 1987.
Ceci fut un très gros succès, avec plus de deux millions d'exemplaires vendus et les titres-phares Asimbonanga — une chanson dédiée à Nelson Mandela, alors prisonnier sur l’île de Robben Island en Afrique du Sud, située au large du Cap — et Scatterlings of Africa qui a été reprise dans la bande originale du film Rain Man de Barry Levinson (1988) avec Dustin Hoffman et Tom Cruise, ce qui atteste son succès international dès cette époque.

## Liste de pistes
| 1.    | Are you ready ?        | Johnny Clegg            | 04:02 |
| 2.    | Asimbonanga (Mandela)  | Johnny Clegg            | 04:51 |
| 3.    | Giyana                 | Johnny Clegg, V. Mavusa | 04:33 |
| 4.    | Scatterlings of Africa | Johnny Clegg            | 04:52 |
| 5.    | Great Heart            | Johnny Clegg            | 04:23 |
| 6.    | Missing                | Johnny Clegg            | 04:20 |
| 7.    | Ring On Her Finger     | Johnny Clegg            | 04:07 |
| 8.    | Third World Child      | Johnny Clegg            | 04:15 |
| 9.    | Berlin Wall            | Johnny Clegg            | 04:27 |
| 10.   | Don't Walk Away        | Johnny Clegg            | 04:24 |
| 43:14 |                        |                         |       |

## Groupe
- Johnny Clegg – chant, guitare
- Steve Mabuso – claviers, choriste
- Derek de Beer – batterie, percussion, choriste
- Jabu Mabuso – guitare basse, choriste
- Keith Hutchinson – claviers, saxophone, flûte
- Dudu Zulu – percussion